# Fernando Krichmar
Fernando Krichmar (Buenos Aires, 10 de febrero de 1964) es un cineasta, documentalista y guionista argentino. Se trasladó a la ciudad de Rosario, en la cual cursó sus estudios secundarios y se graduó como Psicólogo en la Universidad Nacional de Rosario (UNR), en la cual además fue docente entre 1984 y 1992; paralelamente cursó estudios en la Escuela Provincial de Cine y Televisión (EPCTV) de esa ciudad. En 1993 se traslada a la ciudad de Buenos Aires donde se integra al taller del prestigioso director José Martínez Suárez. Entre sus films documentales como director se pueden destacar su ópera prima Diablo, Familia y Propiedad (1998) -pionera en el tratamiento del tema de la complicidad de grandes empresarios en la última dictadura militar en Argentina- aborda la desaparición de trabajadores del Ingenio más grande de Latinoamérica, durante el Apagón de Ledesma de 1976 (conocido como “La noche del Apagón”), desde una  mirada que amalgama lo antropológico, lo histórico y los social; este film se estrenó en octubre de 1999 en Buenos Aires, manteniéndose cinco semanas en cartel, participó ese mismo año del Festival Internacional del Nuevo Cine Latinoamericano de La Habana, y aun hoy es material de análisis y consulta pedagógica en el campo de la enseñanza de la antropología y la historia. Otro de sus documentales destacados es ADOC -Por un nuevo cine en un nuevo país (2002), sobre la rebelión que el 19 y 20 de diciembre del 2001 terminó con el gobierno de Fernando de la Rúa en Argentina; este film participó en varios festivales internacionales, entre ellos en el 33° Forum del Nuevo Cine de la 53° edición del Festival Internacional de Cine de Berlín en 2003. Y el largometraje de docuficción, Seré Millones (2013), sobre el robo al Banco Nacional de Desarrollo (BANADE) de Buenos Aires, por parte de un grupo de militantes políticos durante la dictadura del general Lanusse en 1972; por este film fue distinguido con Mención Especial del Premio Nacional de Guion Literario Cinematográfico Producción 2013-2016 (edición 2018 del Premio Nacional de Ciencias, Artes y Literatura, del Ministerio de Cultura de la Nación Argentina).
Durante su trayectoria, dictó seminarios sobre cine documental en diversas instituciones de Argentina e internacionales; entre ellos se desempeñó como Coordinador de la Cátedra de Dirección en la Escuela Internacional de Cine y Televisión de Cuba (EICTV) entre los años 2003 a 2005; trabajó como jurado en diversos festivales de cine y fue jurado en el Comité de Selección de Proyectos Documentales en el Instituto Nacional de Cine y Artes Audiovisuales INCAA durante el período 2011 a 2013 y del Comité de Películas Terminadas en el año 2014. Fue fundador del Grupo de Cine Insurgente y de la asociación de Documentalistas de Argentina (DOCA); entre 2016 y 2018 integró el Consejo Asesor, órgano de cogobierno del Instituto Nacional de Cine y Artes Audiovisuales INCAA, en representación de las asociaciones de directores cinematográficos.

## Filmografía como Director
- 1994. Hermanados con la Muerte. Codirigido con Julio Iammarino. Cortometraje documental sobre los trabajadores del cementerio La Piedad de Rosario.
- 1997. La resistencia. Crónica documental sobre las Marchas de la Resistencia organizadas por las Madres de Plaza de Mayo[2]
- 1998. Diablo, Familia y Propiedad. Largometraje documental que, utilizando como disparador narrativo la leyenda de El Familiar, narra cien años de dominio y explotación en las tierras del ingenio azucarero más grande de Latinoamérica y las desapariciones de trabajadores en el Apagón de Ledesma de 1976.[3]
- 1998. L ́Hachumyajay. Codirigido con Adrián Diez. Largometraje documental que aborda, desde una mirada etnográfica, la vida de una población de la etnia wichi en el Chaco Salteño.[4]
- 2002. ADOC -Por un nuevo cine en un nuevo país. Codirigido con Myriam Angueira. Mediometraje documental sobre la Crisis de diciembre de 2001 en Argentina que terminó con el gobierno de Fernando de la Rúa.[5]
- 2006. Rumberos. Largometraje documental sobre el fenómeno de la rumba en Cuba, filmado para Milagros Producciones, productora radicada en Madrid.[6]
- 2007. En la Boca del León. Largometraje documental dedicado a la campaña internacional de Los cinco cubanos presos en los Estados Unidos desde 1998, y estrenado en Buenos Aires, en la sala Tita Merello en octubre del 2007.[7]
- 2013. Seré Millones.  Largometraje de docuficción. Codirigido con Omar Neri y Mónica Simoncini, por el cual han recibido varios premios nacionales e internacionales. Realizado con apoyo del Instituto Nacional de Cine y Artes Audiovisuales[8][9]
- 2014. El Camino de Santiago-Periodismo, Cine y Revolución. Largometraje documental acerca de la figura del maestro del cine documental Santiago Álvarez Román y el noticiero ICAIC Latinoamericano. Coproducción entre Argentina y Cuba con aportes del Instituto Nacional de Cine y Artes Audiovisuales, el ICAIC y el apoyo del Programa Ibermedia.[10]
- 2016. El futuro llegó. Largometraje documental rodado en Bahía Blanca y su puerto Ingeniero White, que aborda las consecuencias sociales, de salud y ambientales relacionadas con la instalación del Polo Petroquímico en esa ciudad.[11]
- 2021. Elogio de la Rebelión. Largometraje documental sobre la cobertura audiovisual alternativa en la rebelión del 19 y 20 de diciembre de 2001 en la Argentina.
- 2023. No son 30 pesos, Chile, genealogía de una rebelión. Largometraje de docuficción. Realizado con apoyo del Instituto Nacional de Cine y Artes Audiovisuales. [12]

### En curso
- El Canto del Gallo. Sobre la figura de Mario Gallo, bisabuelo de Fernando Krichmar, considerado primer director de cine de ficción de Argentina.  Actualmente en preproducción.

## Filmografía como montajista, director de fotografía y guionista
- 2007. Yo pregunto a los presentes. Asistente de guion
- 2008. Las penas son de nosotros. Montajista
- 2009. Los desobedientes de la Zulma. Director de Fotografía.
- 2010. Aunque me cueste la vida. Director de Fotografía
- 2014. De trapito a Bachiller. Guionista